# Uniwersytet Nowego Brunszwiku
Uniwersytet Nowego Brunszwiku, Uniwersytet Nowy Brunszwik (ang. University of New Brunswick) – kanadyjski uniwersytet we Fredericton w prowincji Nowy Brunszwik, założony w 1785.
Początkowo w Fredericton (w 1784) znajdował się King’s College, kształcące głównie kadry brytyjskiej administracji Kanady. 13 grudnia 1785 William Paine zwrócił się do gubernatora z prośbą o przekształcenie tej placówki w szkołę wyższą. Przyjęcie do niej nie było ograniczone wyznawaną religią ani przekonaniami (jedynie płcią).
College ten nie cieszył się najlepszą opinią. Sytuacja zmieniła się w 1820, kiedy prezydentem College of New Brunswick został James Somerville. Do rozwoju tej szkoły przyczynił się także znacznie gubernator Howard Douglas. W grudniu 1827 uczelnia otrzymała taki sam statut królewski jak King’s College w Yorku. Od lat 30. XIX wieku mogły tam studiować kobiety.
13 kwietnia 1859, z inicjatywy Williama Needhama, zamknięto College of New Brunswick, a w jego miejsce utworzono University of New Brunswick.